# Viviano Codazzi
Pour les articles homonymes, voir Codazzi.

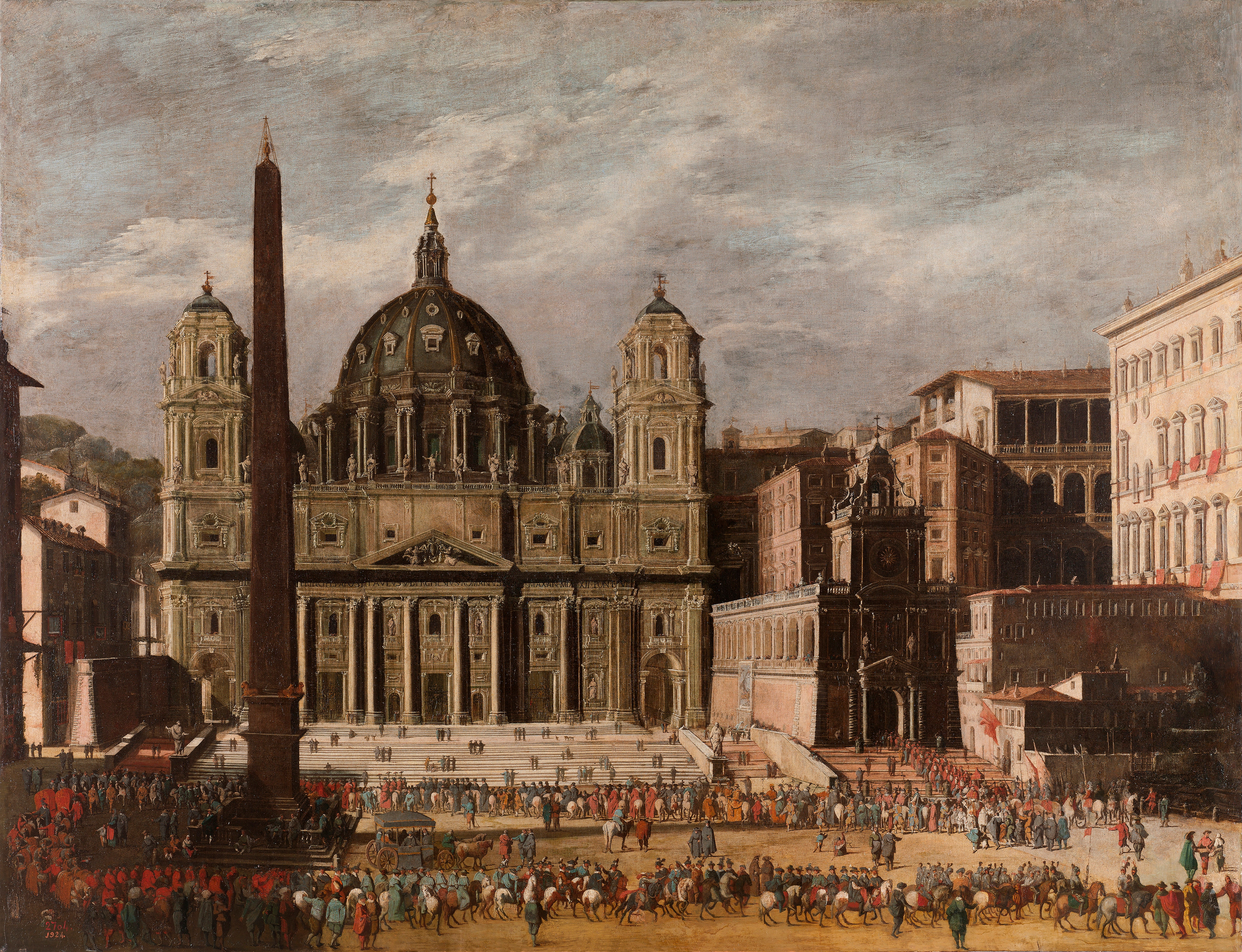
Basilique Saint-Pierre, 1630
musée du Prado, Madrid

Viviano Codazzi, né vers 1604 à Bergame et mort le 5 novembre 1670 à Rome, est un peintre italien de quadratura (ornements d’architecture illusionnistes), d'architecture, de capricci, de ruines et de quelques vedute du XVIIe siècle, considéré comme un précurseur du védutisme. Il œuvra à Naples et à Rome. Il est aussi appelé Viviano Codagora ou le Codagora dans d'anciennes sources.

## Biographie
Né à Bergame, Viviano Codazzi quitte la ville vers 1620. On trouve sa première trace à Naples en 1634, où il est probablement arrivé depuis quelque temps. Il se serait formé à Rome dans l'entourage d'Agostino Tassi.
À Naples, grâce à son compatriote bergamasque Cosimo Fanzago, dont il fut élève, il travaille à la chartreuse San Martino. Il prend part également, avec Aniello Falcone et son élève Domenico Gargiulo, à la réalisation d'une série de quatre grandes toiles représentant des scènes de la Rome antique pour le palais du Buen Retiro à Madrid. L'une d'elles représente des combats de gladiateurs au Colisée. Codazzi réalise les arrière-plans architecturaux, où voisinent des monuments existants et d'autres qu'il invente, les figures étant toujours peintes par d'autres, en particulier Gargiulo.
La plupart de ses œuvres sont des peintures d'architecture de taille moyenne, qui représentent des ruines, une architecture idéale appelée plus tard capriccio, dans un paysage. Sa représentation, vers 1630, de la basilique Saint-Pierre est une vue topographique, inhabituelle chez lui. Peinte à Naples, elle montre l'ancienne entrée du palais du Vatican, détruite lorsqu'on construisit la colonnade de Bernini, et deux campaniles fondés sur une gravure d'un dessin de Martino Ferrabosco (it), mais qui ne furent jamais érigés.
Après la révolte de Masaniello en 1647, il retourne à Rome, où il reste jusqu'à sa mort, à l'exception d'un bref voyage à Naples en 1653. Il y rencontre les peintres du cercle hollandais, dits les Bentvueghels, notamment Michelangelo Cerquozzi, Jan Miel et Dirk Helmbreker. On les appelait aussi les Bamboccianti en raison de leurs représentations de scènes de fêtes débraillées, ou bambochades, inspirées des scènes de genre de la peinture hollandaise de l'époque. Lui-même parvient dans ses tableaux à fusionner bambochade et veduta avec ruines imaginaires, comme on peut le voir dans ses Fantaisies architecturales du palais Pitti.
L'une de ses peintures les plus connues est celle de la révolte de Masaniello sur la place du Marché (it) de Naples, où les figures furent peintes par Cerquozzi, et qui fut réalisée pour le cardinal Bernardino Spada en 1648. Elle se trouve aujourd'hui à la Galleria Spada à Rome. Il collabora aussi dans les années 1660, avec Giacinto Brandi, Filippo Lauri, Adriaen van der Kabel et le peintre espagnol Vicente Giner.
Il eut plusieurs disciples proches, dont Ascanio Luciano et Andrea di Michele à Naples, son fils Niccolò Codazzi (1642–1693), Vicente Giner, qui s'établit en Espagne, et Domenico Roberti.
Viviano Codazzi fut un précurseur du goût du XVIIIe siècle et eut une grande influence sur Canaletto et Bernardo Bellotto, au point d'avoir été appelé le Canaletto du XVIIe siècle.

## Œuvres dans les musées
- Musée des beaux-arts et d'archéologie de Besançon : Ruines d'un temple antique et abreuvoir[3], Fête dans la villa de Poggioreale[4], Lavoir dans un Nymphée[5].
- Musée des beaux-arts de Nantes : L'arc de Titus à Rome[6], Les ruines de la basilique de Constantin[7].
- Musée des beaux-arts de Bordeaux : Le temple de Minerva-Medica[8], Paysage et ruines[9].
- Musée du Louvre : Portique avec fleurs et fruits[10].
- Musée des Beaux-Arts de Béziers Ruines romaines, Campo vaccino.
- Indiana University Art Museum : Repos pendant la fuite en Égypte[11].
- Walters Art Museum Baltimore : Cour d'une auberge avec ruine classiques[12].
- Bowes Museum à Barnard Castle : L'obélisque de Caracalla[13].
- Minneapolis Institute of Arts : Vue du forum romain[14].
- Palais Pitti, appartements royaux, Florence[15] : 
  - Fantaisie architecturale avec deux arches (1647), huile sur toile, 73 × 98 cm
  - Fantaisie architecturale avec auberge, huile sur toile, 73 × 98 cm
- Musée du Prado, Madrid : Basilique Saint-Pierre (1630)

Œuvres de Viviano Codazzi
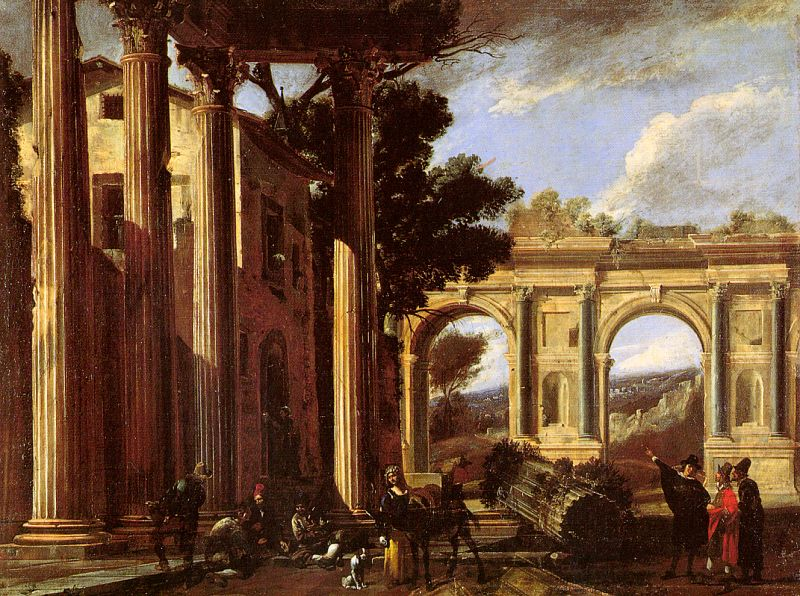
Fantaisie architecturale avec deux arches, 1647 Palais Pitti, Florence
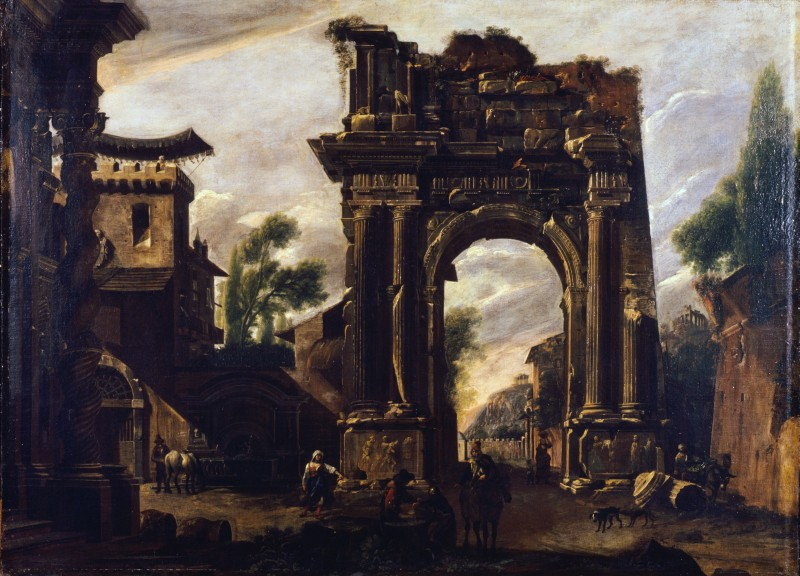
Caprice avec arc de Titus Fondation Cariplo
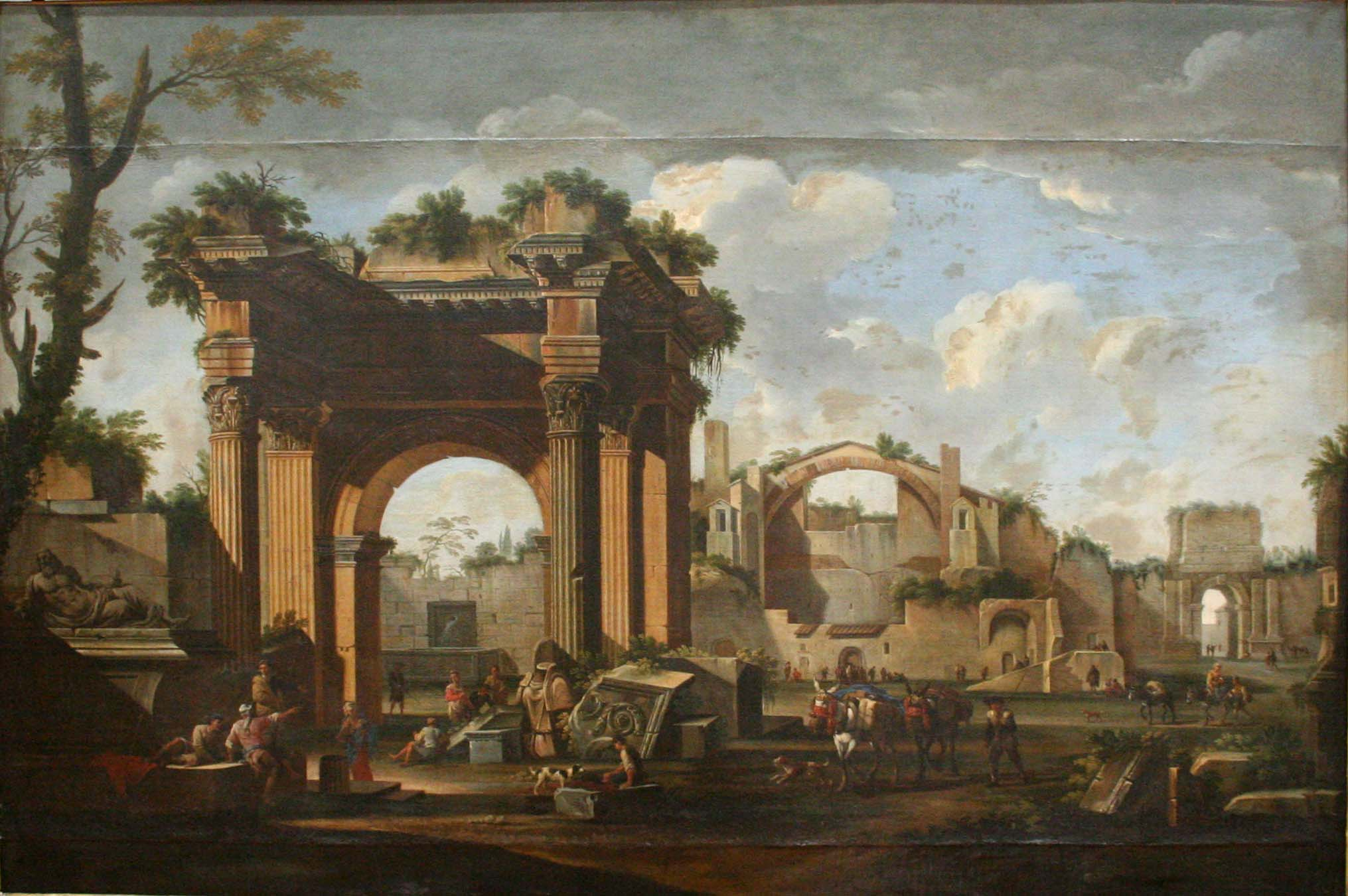
Ruines romaines Musée des Beaux-Arts de Béziers
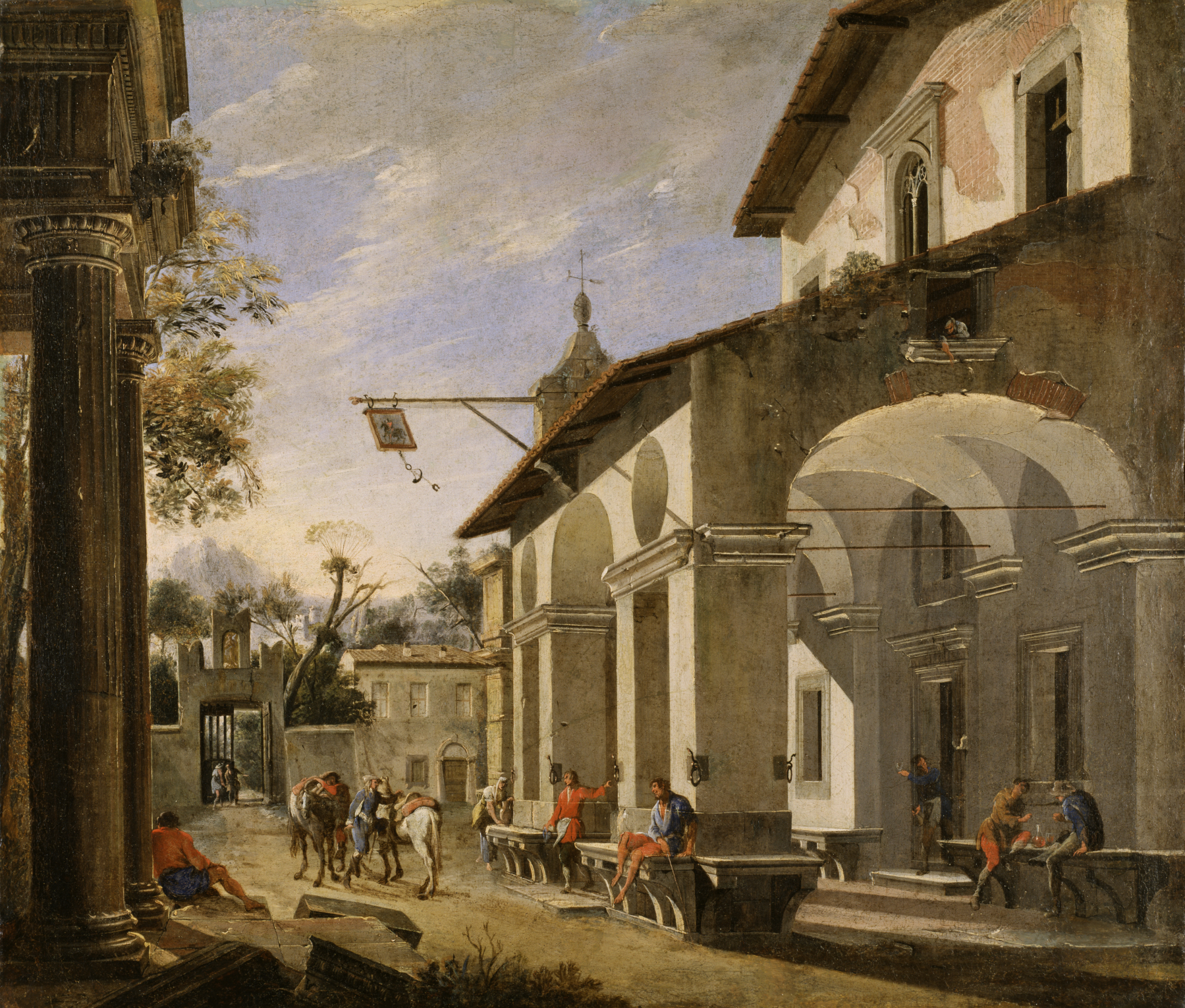
Cour d'une auberge avec ruine classique Walters Art Museum